# Sergey Bashkirov (biathlon)
Pour les articles homonymes, voir Bashkirov.
Sergueï Gennadyïevitch Bashkirov (en russe : Сергей Геннадьевич Башкиров), né le 30 décembre 1977 à Tcheboksary, est un biathlète russe.

## Carrière
Il étudie à l'Université d'État de Tchouvachie à Cheboksary (professeur de mathématiques et de sciences informatiques).
Il marque ses premiers points en Coupe du monde en 2000-2001, et y obtient aussi son premier top dix à Salt Lake City. 
C'est lors de la saison 2002-2003, qu'il obtient ses résultats les plus probants, se classant quatrième et sixième à Östersund et cinquième à Ruhpolding, où il remporte le relais mixte avec ses coéquipiers, son unique podium en Coupe du monde. Il est sélectionné pour les Championnats du monde 2003 et 2004.
Il prend sa retraite sportive en 2009. Par la suite, il devient entraîneur, s'occupant des juniors en Russie.

## Palmarès

### Championnats du monde
| Épreuve / Édition             | Individuel | Sprint | Poursuite | Départ en masse | Relais |
| Mondiaux 2003 Khanty-Mansiïsk | 43e        | -      | -         | -               | -      |
| Mondiaux 2004 Oberhof         | -          | 13e    | 13e       | 15e             | -      |

### Coupe du monde
- Meilleur classement général : 36e en 2003.
- Meilleur résultat individuel : 4e.
- 1 podium en relais mixte : 1 victoire.

#### Classements annuels
| Année | Classement général final |
| 2001  | 63e                      |
| 2002  | 73e                      |
| 2003  | 36e                      |
| 2004  | 41e                      |
| 2005  | 54e                      |
| 2006  | 53e                      |

### Championnats du monde junior
- Médaille de bronze du relais en 1997.